# Plastanoxus
Plastanoxus is een geslacht van vliesvleugelige insecten van de familie platkopwespen (Bethylidae).

## Soorten
- P. ahuiensis (Hedqvist, 1975)
- P. chittendeni (Ashmead, 1893)
- P. laevis (Ashmead, 1893)
- P. munroi Richards, 1939
- P. westwoodi (Kieffer, 1914)